# مقاطعة بيي
مقاطعة بيي إحدى مقاطعات أنغولا الثمانية عشر، تقع في منتصف البلاد، تبلغ مساحتها 70.314 كم²، عدد سكانها حوالي 1.350.000 نسمة (حسب إحصائيات (2006)، عاصمتها كويتو.
مناخها الرطب والمعتدل، وغزارة التساقطات المطرية، سمح بزراعة العديد من المنتجات الفلاحية بالمقاطعة. أهم المحاصيل الذرة، الفول السوداني، قصب السكر، البن والأرز.